# سيمون تام
سيمون تام (بالإنجليزية: Simon Tam)‏ هو موسيقي أمريكي، ولد في 30 مارس 1981.